# Ordinariat für die Gläubigen des östlichen Ritus
Ein Ordinariat für die Gläubigen des östlichen Ritus ist als Ordinariat eine der Partikularkirche gleichgestellte Verwaltungseinheit der Römisch-katholischen Kirche für die Gläubigen der ostkirchlichen Riten (Angehörige der Katholischen Ostkirchen) in Gebieten, in denen es keine Hierarchie ihrer Kirche eigenen Rechts gibt.
Es existieren Ordinariate für Gläubige des byzantinischen und armenischen Ritus sowie solche für alle östlichen Riten. Die Ordinariate für die byzantinischen oder alle östlichen Gläubigen liegen überwiegend in Gebieten, in denen traditionell die Lateinische Kirche vorherrschend ist (West- und Mitteleuropa, Südamerika), die Ordinariate für die armenischen Gläubigen in Osteuropa, wo die byzantinische Tradition überwiegt. Ordinarius ist oft ein lateinischer Bischof.
Der Jurisdiktionstyp wurde mit dem apostolischen Schreiben Officium supremi Apostolatus vom 15. Juli 1912 eingerichtet.
Im Annuario Pontificio sind die acht Ordinariate gemeinsam mit den fünfzehn Apostolischen Exarchaten gelistet.
Byzantinische Tradition
- Ordinariat für die byzantinischen Gläubigen in Argentinien
- Ordinariat für die byzantinischen Gläubigen in Brasilien
- Ordinariat für die byzantinischen Gläubigen in Frankreich
- Ordinariat für die byzantinischen Gläubigen in Polen

Armenische Tradition
- Ordinariat für die armenischen Gläubigen in Osteuropa
- Ordinariat für die armenischen Gläubigen in Rumänien
- Ordinariat für die armenischen Gläubigen in Griechenland

Alle östlichen Riten
- Ordinariat für die Gläubigen der katholischen Ostkirchen in Österreich
- Ordinariat für die Gläubigen der östlichen Riten in Spanien